# 服務型政府
服務型政府是指在公民本位、社會本位理念指導下，在整個社會民主秩序的框架下，通過法定程序、按照公民意志組建起來的，以公民服務為宗旨並承擔服務責任的政府。 簡而言之，它是一個以服務提供者的身分運作的政府。 它是對傳統管制型政府模式的一種根本性變革。 這項構想背後的理念與新公共管理背後的理念一致。
「服務型政府」的概念最早於1938年由德國行政法學者厄斯特·福斯多夫透過類比服務型企業提出。不過，也有觀點認為，這個名詞起源於1990年代，由中國大陸地方政府和學術界最早提出並付諸實踐。